# Peter Duesberg
Peter H. Duesberg (2 de diciembre de 1936) es un conocido virólogo y, junto Kary Mullis uno de los representantes más conocidos del movimiento negacionista del sida.

## Biografía
Peter Duesberg estudió química en las universidades de Würzburg, Basilea y Múnich, doctorándose finalmente en Fráncfort en 1963. Trabajó en la investigación de virus en el Instituto Max Planck de Tübingen y desde 1973 es profesor en el Departamento de Biología Molecular y Celular de la Universidad de California en Berkeley. 
Duesberg aisló el primer gen carcinogénico (gen del cáncer) de un virus a los 33 años, En 1968-1970 demostró que el virus de la gripe  tiene un genoma segmentado. Esto explicaría su capacidad única para formar recombinantes. Aisló por primera vez el oncogén v-scr del virus del sarcoma de Rous, que afecta al pollo.
Recibió la beca Investigador Extraordinario (Outstanding Investigator Grant) del Instituto Nacional de Salud de Estados  Unidos en 1986. A los 36 años fue nombrado profesor en la Universidad de California, Berkeley, y a los 49 años se unió a la Academia Nacional de Ciencias de Estados Unidos.
Su hipótesis de que el sida no es causado por un virus, sino por el uso de drogas recreacionales ha sido duramente contestada por la comunidad científica y actualmente se considera que carece de fundamento por basarse en selección sesgada de la literatura y por la incapacidad de Duesberg de aportar pruebas que sustenten sus hipótesis
Las opiniones de Duesberg fueron fundamentales en la implementación de la política contra el sida del gobierno sudafricano de Tabo Mbeki, llegando a ser consejero de dicho gobierno. Dicha política, basada en el negacionismo del sida de Duesberg entre otros, tuvo como consecuencia una deficiente o nula administración de fármacos antirretrovirales a enfermos, lo que causó cientos de miles de muertes por sida y nuevas infecciones que podrían haber sido prevenidas. Duesberg rechazó estas acusaciones en un artículo publicado en la revista Medical Hypotheses pero la revista retiró posteriormente el artículo debido  sus imprecisiones, afirmaciones sin fundamento y errores, además de por motivos éticos. 
Duesberg sigue desarrollando investigaciones sobre el cáncer en la Universidad de Berkeley y en un laboratorio alemán, lo que compagina con sus actividades dentro de la comunidad negacionista del sida.

## Premios
- Premio Merck 1969.
- Premio Anual de los Científicos de California 1971.
- Primer Premio Anual del centro médico Americano en oncología.
- Premio al Investigador Externo, institutos nacionales de salud, 1986.
- Wissenschatspreis, Hanover, Alemania, 1988.

## Duesberg y el sida
La tesis esencial de la teoría de Duesberg es que el llamado VIH existe, si bien es inofensivo y en ningún caso causante del sida. Según Duesberg, la etiqueta "SIDA" engloba diversas situaciones de salud no necesariamente relacionadas como enfermedades causadas por la desnutrición (en el caso de África) y otras dolencias existentes ya antes del surgimiento del "fenómeno Sida" como los efectos tóxicos del consumo de drogas (principalmente poppers) las drogas anti-vih y la malnutrición.
Duesberg ha manifestado las razones de su desacuerdo con la hipótesis oficial de que el sida es causado por el VIH en revistas tales como Cancer Research, Lancet, Proceedings of the National Academy of Sciences, Science, Nature, Journal of AIDS, AIDS Forschung, Biomedicine and Pharmacotherapeutics, New England Journal of Medicine y Research in Immunology. A pesar de haber podido exponer sus hipótesis en estas revistas, ha denunciado dificultades para publicar como consecuencia de su ruptura con el consenso científico en esta área. Sus afirmaciones han sido contestadas de forma contundente por otros investigadores y actualmente se considera que carecen de fundamento.
En el año 2000 fue invitado por el presidente de la República Sudafricana Thabo Mbeki a un panel para la investigación de las causas del sida. La política que aplicó Mbeki a raíz de las recomendaciones de este panel llevó a que se abandonaran las políticas de tratamiento con antirretrovirales y de uso de condones con lo que se produjo un rápido aumento en el número de fallecimientos por SIDA y de infectados por el VIH.